# Азов (Кальміуський район)
Азо́в (до 2016 року — Дзержинське) — село Новоазовської міської громади Кальміуського району Донецької області, Україна.

## Загальні відомості
Відстань до райцентру становить близько 24 км і проходить переважно автошляхом E58. Селом тече Балка Мала Широка.
Із жовтня 2014 р. перебуває на території, яка тимчасово окупована російськими терористичними військами.

## Населення
За даними перепису 2001 року населення села становило 209 осіб, із них 59,33 % зазначили рідною мову українську та 40,67 % — російську.